# Predsjedničke laži
Predsjedničke laži (eng. Wag the Dog) je satirična politička komedija Barryja Levinsona iz 1997. s Robertom De Nirom i Dustinom Hoffmanom nastala prema romanu Američki junak Larryja Beinharta. Međutim, knjiga se značajno razlikuje od filma jer govori o predsjedniku Georgu H. W. Bushu i Zaljevskom ratu.
Film je privukao mnogo pozornosti u vrijeme svog prikazivanja zbog seksualnog skandala predsjednika Billa Clintona, posebno nakon bombardiranja Afganistana i Sudana u kolovozu 1998., iako se u filmu spominje Zaljevski rat kao primjer rata korištenog za skretanje pozornosti u vrijeme izbora.
Govori o stručnjaku za odnose s javnošću iz Washingtona koji odvraća pozornost birača sa seksualnog skandala američkog predsjednika angažirajući hollywoodskog producenta kako bi konstruirao izmišljeni rat s Albanijom. Spletka uključuje glazbenika Willieja Nelsona (koji osmišlja tematsku pjesmu za 'rat'). Hoffmanov lik temeljen je na producentu Robertu Evansu; Hoffman je oponašao Evansove radne navike, ponašanje, dosjetke, stil odijevanja, frizuru i njegove naočale širokih okvira; pravi Evans se navodno našalio, "Veličanstven sam u ovom filmu."

## Radnja
Nakon što neimenovanog američkog predsjednika uhvate u garderobi s mladom izviđačicom manje od dva tjedna prije izbora, u pomoć pozivaju stručnjaka za odnose s javnošću Conrada Breana kako bi skrenuo pozornost javnosti sa skandala. On odlučuje konstruirati lažni rat s Albanijom, nadajući se da će se mediji koncentrirati na 'rat'. Kako bi 'rat' učinio mogućim, kontaktira hollywoodskog producenta Stanleyja Motssa, koji dovodi niz specijalista koji pomažu osmisliti tematsku pjesmu, podići zanimanje i lažirati snimku siročeta u Albaniji.
Stalni zastoji u planu (uključujući onaj da osuđeni vojnik bude njihov 'junak' koji je "pogođen iza neprijateljskih linija") ne ometaju producenta, koji neprestano viče "Ovo je NIŠTA!" dok priča o nekoj hollywoodskoj katastrofi koja je trebala biti spriječena. Nakon što su održani izbori i predsjednik ponovno izabran, sve se čini u redu - sve dok producent iz vijesti ne primijeti kako mediji izborni slogan "Ne mijenjajte konje koji pobjeđuju" povezuju s pobjedom predsjednika, a ne njegovim razrađenim planovima. Sprema nazvati medije 'kako bi ih ispravio', ali ga ubija predsjednikov pomoćnik i sređuje da sve izgleda kako je umro od srčanog udara dok se sunčao pokraj svog bazena.

## Glumci
- Robert De Niro - Conrad Brean
- Dustin Hoffman - Stanley Motss
- Anne Heche - Winifred Ames
- Denis Leary - Fad King
- Willie Nelson - Johnny Dean
- Andrea Martin - Liz Butsky
- Kirsten Dunst - Tracy Lime
- William H. Macy - Agent CIA-e Charles Young
- John Michael Higgins - John Levy
- Suzie Plakson - Grace
- Woody Harrelson - Narednik William Schumann
- Michael Belson - Predsjednik
- Suzanne Cryer - Amy Cain
- Jason Cottle - A.D.
- David Koechner - Redatelj

## Scenaristički potpisi
Scenaristički potpisi su izazvali kontroverze: originalna autorica scenarija Hilary Henkin odvela je producente filma na sud i zaprijetila kako će napustiti Ceh američkih scenarista nakon što je redatelj Barry Levinson odlučio kako joj neće dodijeliti scenaristički potpis.
Jedan recenzent je napisao u vrijeme prikazivanja filma:
Prema Levinsonovim riječima, Mamet nije ni pročitao roman ni scenarij Henkin, a jedina poveznica između njezine verzije i konačnog scenarija je premisa izmišljenog rata. Navodeći jasno vidljive razlike između dva scenarija, uključujući cijeli hollywoodski pristup i vojnika ostavljenog iza neprijateljskih linija u Mametovom scenariju, Levinson je uložio žalbu, ali je odbijen.

## Glazba
Film uključuje mnoge pjesme u cijelosti osmišljene za izmišljenu kampanju pokrenutu od strane protagonista:  "Good Old Shoe", "The American Dream" i "The Men of the 303" su najistaknutiji primjeri. Nijedna od njih nije se pojavila na soundtracku koji je objavljen na CD-u: na njemu se našla samo naslovna pjesma britanskog gitarista i pjevača Marka Knopflera i sedam njegovih instrumentalnih skladbi, na albumu Wag the Dog.

## Vanjske poveznice
- Službena stranica
- Predsjedničke laži u internetskoj bazi filmova IMDb-a
- Predsjedničke laži na Rotten Tomatoes